# Slag bij Axpoele
De Slag bij Axpoele was het treffen tussen Diederik van de Elzas en Willem van Normandië (Clito) op 21 juni 1128 op de heerlijkheid Axpoele in Ruiselede in het graafschap Vlaanderen.

## Voorgeschiedenis
Na de moord op graaf Karel de Goede in 1127 in Brugge en na de belegering van de grafelijke burcht, waar de moordenaars hun toevlucht hadden genomen, vonden er in 1127-1128 nog verscheidene belegeringen plaats: onder andere in Ieper, Rijsel, Voormezele, Kassel, Veurne, Oudenaarde, Sint-Omaars, Oudenburg, Oostburg, Wingene, Oostkamp, Tielt en Aalst (juli 1128). Soms werd er ook gevochten in het open veld, meestal echter zonder grote tactische bewegingen. De Slag bij Axpoele op 21 juni 1128 was zo'n veldslag, een confrontatie tussen ridders en voetvolk van twee vijandelijke legers, maar in dit geval wel met een tactisch plan.
De gebeurtenissen na de moord op Karel de Goede werden in 1127 en 1128 neergeschreven door Galbert van Brugge, de grafelijke secretaris in zijn dagboek onder de titel De multro, traditione, et occisione gloriosi Karoli comitis Flandriarum (van de verraderlijke moord op Karel, de glorieuze graaf van Vlaanderen).

## De slag
Het treffen tussen Diederik van de Elzas en Willem van Normandië was een merkwaardige veldslag vanwege de aangewende tactiek. Hij behoort tot de belangrijkste veldslagen in Vlaanderen, naast Kassel, Bouvines, Westkapelle, Bulskamp, Kortrijk, Arken en Pevelenberg. Galbert schrijft dat Diederik en Willem slag leverden op een glooiend terrein (Veneruntque in vertice montis qui eminebat juxta exercitum Theoderice consulis). Willem Clito telde ongeveer 450 ridders tegenover 300 van Diederik, die ook nog ongeveer 1500 krijgslieden had verzameld. Willem, die ook een groot aantal krijgslieden bij zich had, was op de hoogte van de troepenverplaatsingen van Diederik en verkende op 20 juni het terrein en het leger van zijn tegenstander. Hierdoor kon hij zich een idee vormen van Diederiks sterkte en stelde hij een tactisch plan op waarbij hij het terrein doeltreffend zou aanwenden. Hij maakte immers handig gebruik van een nabijgelegen heuvel om zijn rivaal te verrassen met een verborgen afdeling die hij, zoals blijkt uit het verslag van Galbert, op een goed uitgekozen moment in de strijd inzette. De beschrijving van deze veldslag verscheen in de Nederlandstalige versie van De moord op Karel de Goede.

## Axpoele te Ruiselede
Galbert vermeldt in zijn dagboek de juiste plaats van het gebeuren niet. Wel vermeldt de monnik Simon van Gent († 1148), van 1131 tot 1137 abt van de Sint-Bertijnsabdij in Sint-Omaars, in zijn kroniek van de abdij (Gesta abbatum S. Bertini Sithiensium) dat deze slag plaatsvond op het grondgebied van Axpoele (cum valida manu armatorum in campo Hackespul, Willelmus et Theodericus ad prelium conveniunt). Axpoele was een heerlijkheid te Ruiselede (gemeente in provincie West-Vlaanderen). Nu is dit een wijk, gelegen op een uithoek van de gemeente Ruiselede, waar een kruis nog herinnert aan dit historisch gebeuren.

## Diederik verslagen?
In Dits die excellente cronike va(n) Vlaendere(n) uit 1531 is het volgende korte verslag van de gebeurtenis opgenomen. Willem voort vernam dat Diederic was te Acxpoel. daer trac hi met sinen X duysent walen. Daer was seere ghevochten en aen beeder sieden vele volx versleghe(n) dat overmerckte Diederic van Elsaeten dat syn volc versleghen en seere ghemindert was. Hoe Willem van Normandie bevacht Diederick va(n) Elsaten die welcke was met synre heyrcrachte te Acxpoele entrach wech tot in Brabant ome meer volcx te finieren. En hi qua(m) in Haelst ... he(m) iij oft vier daghen te rustenen. Willem van Normandië werd echter een maand later, bij het beleg van Aalst op 27-28 juli 1128, dodelijk getroffen en zo volgde Diederik van de Elzas tot 1168 Karel de Goede op als graaf van Vlaanderen.